# MTV Video Music Awards 1989
Die Verleihung der MTV Video Music Awards 1989 fand am 6. September 1989 statt. Verliehen wurde der Preis an Videos, die vom 2. April 1989 bis zum 1. Juni 1989 ihre Premiere hatten. Die Verleihung fand im Universal Amphitheatre, Universal City, Kalifornien, statt. Moderator war Arsenio Hall.
In diesem Jahr wurden mit Best Heavy Metal Video, Best Rap Video, Best Dance Video und Best Post-Modern Video vier neue Kategorien eingefügt. Gestrichen wurde dafür Best Concept Video. Eine weitere Neuerung war die Änderung der Frist, die sich ab diesem Jahr auf den Zeitraum von Juni bis Juni des jeweilig aufeinanderfolgenden Jahres erstreckte, statt wie bisher von April bis April. Um dies auszugleichen, durften in diesem Jahr Videos aus 14 Monaten nominiert werden.
Gewinner des Abends waren Madonna und Paula Abdul, die je vier Trophäen gewannen, darunter den Preis für das Video des Jahres. Mit neun Nominierungen führte Michael Jackson die Nominierungsliste an.
Video des Jahres wurde das kontroverse Video zu This Note’s for You von Neil Young, das ursprünglich vom MTV Network gebannt wurde, weil es Parodien auf Michael Jackson und Spuds MacKenzie enthielt. Später wurde die Entscheidung revidiert. Dennoch war es eine Überraschung, als das Video den Hauptpreis der Veranstaltung gewann. Während Neil Youngs Rede fiel kurz das Mikrofon aus, worauf MTV dementierte, dass es sich dabei um Absicht gehandelt habe.
Aufreger des Jahres war der Auftritt des Stand-up-Comedians Andrew Dice Clay, der versaute Mother-Goose-Reime zum Besten gab. Dies brachte ihm ein lebenslanges Auftrittsverbot bei MTV ein. Def Leppards Auftritt mit dem Song Tear It Down war der letzte öffentliche Auftritt von Gitarrist Steve Clark vor dessen Tod am 8. Januar 1991.

## Nominierte und Gewinner
Die jeweils fett markierten Künstler zeigen den Gewinner der Kategorie an.

### Video of the Year
Neil Young – This Note’s for You
- Fine Young Cannibals – She Drives Me Crazy
- Michael Jackson – Leave Me Alone
- Madonna – Like a Prayer
- Steve Winwood – Roll with It

### Best Male Video
Elvis Costello – Veronica
- Bobby Brown – Every Little Step
- Lou Reed – Dirty Blvd.
- Steve Winwood – Roll with It

### Best Female Video
Paula Abdul – Straight Up
- Tracy Chapman – Fast Car
- Madonna – Express Yourself
- Tanita Tikaram – Twist in My Sobriety
- Jody Watley – Real Love

### Best Group Video
Living Colour – Cult of Personality
- Fine Young Cannibals – She Drives Me Crazy
- Guns n’ Roses – Sweet Child o’ Mine
- Traveling Wilburys – Handle with Care

### Best New Artist in a Video
Living Colour – Cult of Personality
- Paula Abdul – Straight Up
- Edie Brickell & New Bohemians – What I Am
- Neneh Cherry – Buffalo Stance

### Best Heavy Metal Video
Guns n’ Roses – Sweet Child o’ Mine
- Aerosmith – Rag Doll
- Def Leppard – Pour Some Sugar on Me
- Metallica – One

### Best Rap Video
DJ Jazzy Jeff & The Fresh Prince – Parents Just Don’t Understand
- Ice-T – Colors
- Kool Moe Dee – How Ya Like Me Now
- MC Hammer – Turn This Mutha Out
- Tone Lōc – Wild Thing

### Best Dance Video
Paula Abdul – Straight Up
- Bobby Brown – Every Little Step
- Michael Jackson – Smooth Criminal
- Jody Watley – Real Love

### Best Post-Modern Video
R.E.M. – Orange Crush
- The Cure – Fascination Street
- The Escape Club – Wild, Wild West
- Love and Rockets – So Alive
- Siouxsie and the Banshees – Peek-a-Boo

### Best Video From a Film
U2 with B.B. King – When Love Comes to Town (aus U2: Rattle and Hum)
- The Belle Stars – Iko Iko (aus Rain Man)
- Ice-T – Colors (aus Colors – Farben der Gewalt)
- Annie Lennox and Al Green – Put a Little Love in Your Heart (aus Die Geister, die ich rief)

### Breakthrough Video
Art of Noise (featuring Tom Jones) – Kiss
- Paula Abdul – Straight Up
- Elvis Costello – Veronica
- The Escape Club – Wild, Wild West
- Fine Young Cannibals – She Drives Me Crazy
- Michael Jackson – Leave Me Alone
- Jody Watley – Real Love

### Best Stage Performance in a Video
Living Colour – Cult of Personality
- Bobby Brown – My Prerogative
- Def Leppard – Pour Some Sugar on Me
- Guns N’ Roses – Paradise City

### Best Direction in a Video
Madonna – Express Yourself (Regie: David Fincher)
- DJ Jazzy Jeff & The Fresh Prince – Parents Just Don’t Understand (Regie: Scott Kalvert)
- Van Halen – Finish What Ya Started (Regie: Andy Morahan)
- Jody Watley – Real Love (Regie: David Fincher)
- Steve Winwood – Roll with It (Regie: David Fincher)

### Best Choreography in a Video
Paula Abdul – Straight Up (Choreografin: Paula Abdul)
- Bobby Brown – Every Little Step (Choreograf: Bobby Brown)
- Michael Jackson – Smooth Criminal (Choreografen: Michael Jackson und Vincent Paterson)
- New Kids on the Block – You Got It (The Right Stuff) (Choreograf: Tyrone Procter)

### Best Special Effects in a Video
Michael Jackson – Leave Me Alone (Special Effects: Jim Blashfield)
- Adrian Belew – Oh Daddy (Special Effects: Joey Ahlbum)
- The Escape Club – Wild, Wild West (Special Effects: Nicholas Brandt und Bridget Blake-Wilson)
- Prince – I Wish U Heaven (Special Effects: Maury Rosenfeld und Fred Raimondi)

### Best Art Direction in a Video
Madonna – Express Yourself (Art Directors: Holgar Gross und Vance Lorenzini)
- DJ Jazzy Jeff & The Fresh Prince – Parents Just Don’t Understand (Art Director: Greg Harrison)
- Debbie Gibson – Electric Youth (Art Director: Rhaz Zeizler)
- INXS – New Sensation (Art Director: Lynn-Maree Milburn)
- Michael Jackson – Leave Me Alone (Art Director: Jim Blashfield)
- Jody Watley – Real Love (Art Director: Piers Plowden)

### Best Editing in a Video
Paula Abdul – Straight Up (Editor: James Haygood)
- Michael Jackson – Leave Me Alone (Editor: Paul Diener)
- Madonna – Express Yourself (Editor: Scott Chestnut)
- Jody Watley – Real Love (Editor: Scott Chestnut)
- Steve Winwood – Roll with It (Editor: Scott Chestnut)

### Best Cinematography in a Video
Madonna – Express Yourself (Kamera: Mark Plummer)
- Michael Jackson – Smooth Criminal (Kamera: John Hora)
- Tanita Tikaram – Twist in My Sobriety (Kamera: Jeff Darling)
- Steve Winwood – Roll with It (Kamera: Mark Plummer)

### Viewer’s Choice
Madonna – Like a Prayer
- Fine Young Cannibals – She Drives Me Crazy
- Michael Jackson – Leave Me Alone
- Steve Winwood – Roll with It
- Neil Young – This Note’s for You

### International Viewer’s Choice Awards

#### MTV Europe
Roxette – The Look
- Front 242 – Headhunter
- The Jeremy Days – Brand New Toy
- Niagara – Soleil d’Hiver
- Rainbirds – Sea of Time
- Vaya con Dios – Don’t Cry for Louie

#### MTV Internacional
Chayanne – Este Ritmo Se Baila Así
- Emmanuel – La Última Luna
- Gipsy Kings – Djobi Djoba
- Miguel Mateos – ZAS – Y, sin Pensar
- Fito Páez – Sólo los Chicos

#### MTV Japan
Kome Kome Club – Kome Kome War
- Kyosuke Himuro – Angel
- Toshinobu Kubota – Indigo Waltz
- Unicorn – Daimeiwaku

### Video Vanguard Award
George Michael

## Auftritte
- Madonna – Express Yourself
- Bobby Brown – On Our Own
- Def Leppard – Tear It Down
- Tone-Loc – Wild Thing
- The Cult – Fire Woman
- Paula Abdul – Medley: Straight Up / Cold Hearted / Forever Your Girl
- Jon Bon Jovi and Richie Sambora – Livin’ on a Prayer (intro) / Wanted Dead or Alive
- The Cure – Just Like Heaven
- Cher – If I Could Turn Back Time
- The Rolling Stones – Mixed Emotions
- Axl Rose and Tom Petty and the Heartbreakers – Free Fallin’ / Heartbreak Hotel
- Christina Applegate und Alice Cooper – präsentierten Best Group Video
- Mick Jagger – präsentierte Best Group Video Moonman für Living Colour, diese traten im Three Rivers Stadium auf und akzeptierten den Award per Satellitenübertragung
- Corbin Bernsen und Downtown Julie Brown – präsentierten Best Dance Video
- Kevin Seal – trat in verschiedenen Werbesegmenten auf
- Richard Lewis – Stand-Up und stellte Def Leppard vor
- Jasmine Guy and Weird Al Yankovic – präsentierten Best Video from a Film
- Fab Five Freddy – trat vor Werbeunterbrechungen auf
- Julie Brown – trat in verschiedenen Werbespots auf
- Mötley Crüe – präsentierten Best Heavy Metal Video
- Adam Curry – trat in verschiedenen Werbeeinspielungen auf
- Jody Watley und Lou Diamond Phillips – präsentierten Best Choreography in a Video und Best Stage Performance in a Video
- Robert Townsend – stellte die Gewinner der International Viewer’s Choice Awards vor
- VJs Daisy Fuentes (Internacional), Sayo Morita (Japan) and Maiken Wexø (Europe) – stellten die Gewinner der Viewer’s Choice Awards vor
- Ray Cokes – stellte Chayanne und Kome Kome Club vor
- James Woods – präsentierte Best Direction in a Video
- Ione Skye und Christian Slater – präsentierten Best New Artist in a Video
- Madonna – präsentierten the Video Vanguard Award
- Neneh Cherry und Fab Five Freddy – präsentierten Best Rap Video
- Daisy Fuentes – trat vor Werbeeinblendungen auf
- Andrew Dice Clay – Stand-Up-Segment, kündigte anschließend Cher an
- Ken Ober und Colin Quinn – präsentierten Viewer’s Choice
- Julie Brown und Richard Marx – präsentierten Best Male Video und Best Female Video
- Michael Hutchence – präsentierte Video of the Year